# Битва при Добердо
Би́тва при Добе́рдо (итал. Battaglia di Doberdò) — сражение на Итальянском фронте Первой мировой войны, произошедшее 6 августа 1916 года между войсками Королевства Италии с одной стороны, и войсками Австро-Венгрии — с другой. Битва является частью шестой битвы при Изонцо и произошла на западном краю Карстового плато. Итальянцы на момент сражения смогли завоевать низменность, окружающею Монфальконе и Ронки, и попытались прорваться через Карстовое плато, чтобы захватить дорогу в Триест. После ожесточённых боёв и тяжёлых потерь итальянские войска одержали победу, вынудив австро-венгерские войска отступить и захватив Горицию.
Одно из самых кровопролитных военных столкновений Первой мировой войны.

## Предыстория
Перед битвой австро-венгры перебросили силы с фронта Изонцо на другие участки фронта. Отступление австро-венгерских войск привело к тому, что начальник итальянского генерального штаба Луиджи Кадорна решил атаковать реку Изонцо. Боевые действия начались 6 августа 1916 года, когда итальянские войска начали штурм австро-венгерских позиций, охранявших главную транспортную дорогу, ведущих из города Дуино в Горицию. Захват транспортной дороги обеспечил бы южный подход к Гориции. Капелло разработал план разделения своих сил пополам: одна часть атаковала австро-венгерские позиции в лоб, а другая — флангировала их с тыла.

## Ход боёв
Утром 6 августа австро-венгерская артиллерия начала обстреливать итальянскую пехоту по мере их приближения. Четыре дивизии итальянских войск начали фронтальную атаку, которая привела к огромным потерям из-за сильного пулеметного огня.

## В Культурной памяти
Трагичность битвы отражена в словенской песни Oj Doberdob.
Так же Венгерская рок-группа Kárpátia посвятила песню под названием Doberdó данному кровопролитному сражению.